# Andrés Manuel López Obrador
  Andrés Manuel López Obrador    (Tepetitán, 13 de novembre de 1953), també conegut com a AMLO és un polític, politòleg i escriptor mexicà, expresident de Mèxic. Governà des de l'1 de desembre de 2018 fins l'1 d'octubre de 2024.
Durant la seva carrera política, ha fet de president nacional del Partit de la Revolució Democràtica (PRD) de 1996 a 1999, de Cap de Govern del Districte Federal de 2000 a 2005, de candidat a la presidència de Mèxic per la Coalición Por el Bien de Todos a les eleccions federals del 2006 i per la coalició Movimiento Progresista a les eleccions del 2012; també ha estat president del partit Movimiento Regeneración Nacional (Morena) de 2015 a 2017. Va ser elegit president de Mèxic a les eleccions federals de 2018, postulat per la coalició Juntos Haremos Historia, conformada per Morena, el Partit del Treball (PT) i el Partido Encuentro Social (PES).
Com a Cap de Govern del Districte Federal, els seus nivells d'aprovació foren els més alts registrats en aquesta entitat, i va assolir avaluacions d'actuació per sobre del 85 per cent d'aprovació dels ciutadans. A més a més, en una enquesta de la fundació londinenca City Mayors el varen qualificar com a segon millor alcalde del món.

## Carrera política

### Membre del PRI
López Obrador va començar la seva carrera política el 1976 any en què s'afiliaria al Partit Revolucionari Institucional (PRI) col·laborant en la campanya del senador de l'estat de Tabasco i poeta mexicà, Carlos Pellicer. El 1977 va ser designat com a delegat de l'Institut Nacional Indigenista del seu estat. El 1983 va assumir la direcció del Comitè Executiu del PRI a Tabasco i el 1984 va ser designat director de promoció social de l'Institut Nacional del Consumidor a la ciutat de Mèxic. En aquest període va escriure els llibres Los Primeros Pasos (Les Primeres passes) i Del Esplendor a la Sombra (De l'esplendor a l'ombra).

### Membre del PRD
El 1988, López Obrador es va unir a un grup del Partit Revolucionari Institucional (PRI), encapçalat per Cuahutémoc Cárdenas que se separaria del partit per a postular-se com a candidat a la presidència de la coalició d'esquerres "Front Democràtic Nacional" mentre que López Obrador va postular-se com a candidat al govern de l'estat de Tabasco en les eleccions concurrents. Després de perdre les eleccions, va assumir la presidència estatal del nou partit que va crear Cárdenas, el PRD, i va publicar un nou llibre: Tabasco, víctima de un fraude.
El 1994 va tornar a perdre les eleccions a governador de l'estat de Tabasco, eleccions que guanyaria el candidat del PRI, Roberto Madrazo. López Obrador va impugnar el resultat, va cridar al poble a formar una «resistència civil», van ocupar el Palau de Govern de l'estat, i va marxar cap a la ciutat de Mèxic presentant documents per mitjà dels quals pretenia demostrar que Madrazo havia gastat excessivament durant la seva campanya, més del límit establert per l'Institut Electoral. El president, Ernesto Zedillo va suggerir la renúncia de Madrazo i la convocatòria d'eleccions, però, atès que el govern federal no pot intervenir en els afers estatals, Madrazo es va oposar a aquesta solució i va enviar la policia estatal al Palau de Govern de l'Estat que havia estat pres pels simpatitzants de López Obrador.
De 1996 a 1999 va ocupar el càrrec de president del PRD. Durant aquest període Cuauhtémoc Cárdenas va guanyar les eleccions a cap de govern del Districte Federal i López Obrador va publicar el llibre: FOBAPROA, expediente abierto.

## Cap de govern del Districte Federal

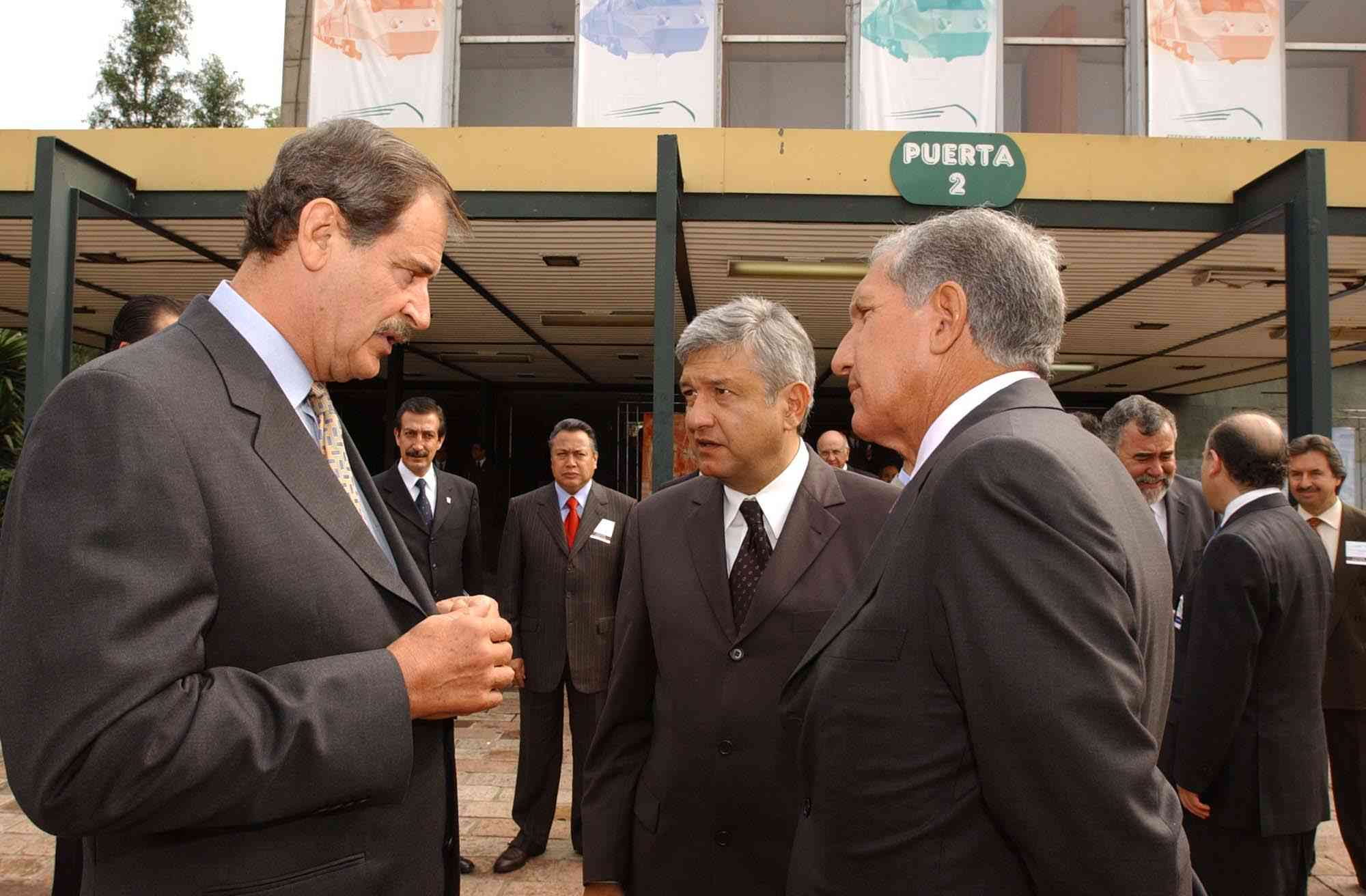
Fox, López Obrador i Montiel

En les eleccions del 2000, López Obrador va participar com a candidat al govern del Districte Federal. Encara que no complia amb tots els requeriments necessaris per a participar, cap altre partit va impugnar la seva candidatura. López Obrador va guanyar l'elecció per pluralitat amb el 38,3% dels vots. Durant la seva gestió (2000-2005) es va convertir en una de les figures polítiques més reconegudes de Mèxic, amb el 84% d'aprovació dels residents de la ciutat de Mèxic. Va començar projectes importants (i alhora polèmics) com ara la construcció d'un segon nivell sobre les dues autopistes principals que creuen la ciutat de Mèxic i la creació d'una pensió extraordinària pels jubilats. Va promoure la restauració i modernització del centre històric de la ciutat per mitjà de l'expropiació i remodelació dels edificis antics així com la construcció d'àrees comercials noves.
No obstant la seva reputació va ser afectada quan es van presentar dos vídeos que mostraven a dos membres del seu gabinet en actes de corrupció. López Obrador tampoc no va acceptar la llei de transparència política que demanava que totes les finances públiques fossin presentades a la població durant la gestió de tots els governadors i servidors públics. López Obrador també va ser força criticat per publicar, amb diners de la tresoreria de la ciutat, còmics en els quals es presentava com a superheroi, Pejeman, que combat les forces del mal (l'expresident Carlos Salinas i el president Fox) que volien impedir, per mitjà de la violència i la por i planejant complots en contra seva, que ajudés als pobres i que participés en les eleccions del 2006.

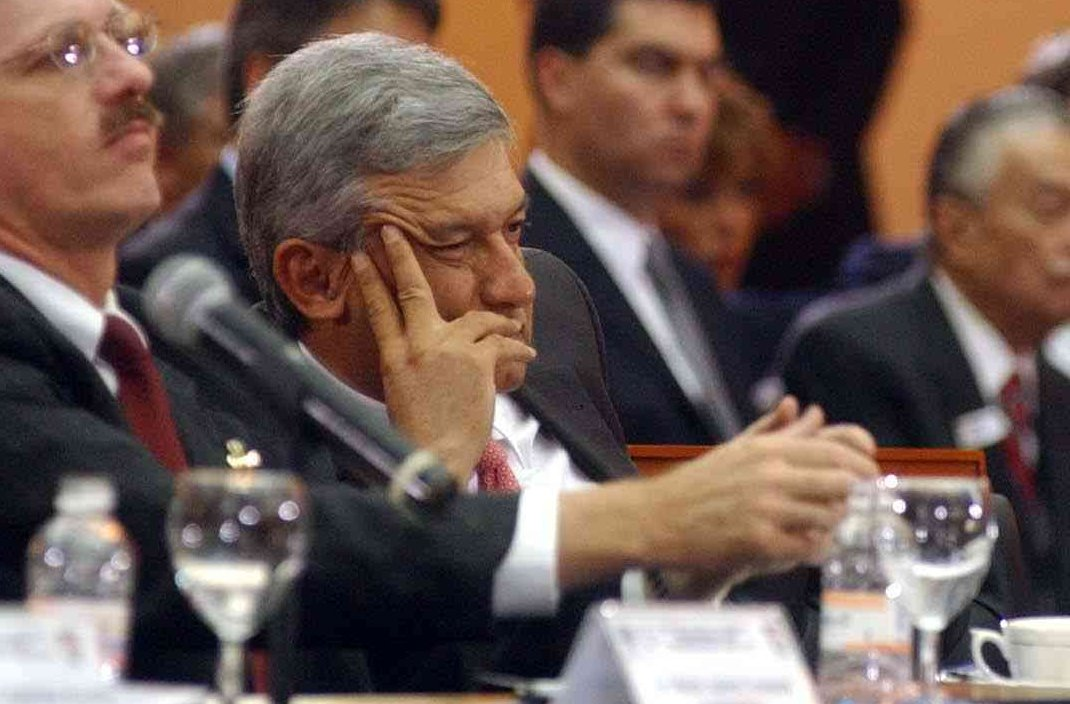
López Obrador davant el Congrés de la Unió durant el desafur

El 2001 un propietari va demanar el govern de la ciutat de Mèxic per expropiar la seva propietat per a la construcció d'un hospital per un barri de classe alta de la ciutat. L'expropiació va ocórrer abans que López Obrador fos elegit com a cap de govern del Districte Federal. La Cort de Justícia va fallar en favor del propietari, però López Obrador, va decidir continuar amb la construcció de l'hospital. No seria fins al 2004 que el Procurador de Justícia de la Nació va demanar que el Congrés aprovés el desafur de López Obrador per iniciar una investigació en contra seva. Si el Congrés l'aprovava, López Obrador no podria participar en les eleccions presidencials del 2006. López Obrador va aprofitar la situació per elevar la seva popularitat, i encara que podia pagar la seva pròpia fiança (aproximadament 200 €), va decidir anar a la presó des d'on planejava participar en les eleccions i identificant-se com a víctima d'un suposat complot del president Vicente Fox i de l'expresident Carlos Salinas de Gortari en contra seva. Per evitar que anés a presó, els seus opositors polítics van pagar la fiança. Milers de persones van participar en una manifestació al carrer per evitar el desafur. El Congrés va aprovar el desafur, però, Fox, per evitar una crisi política, va declarar en televisió que el cas es tancaria i el Procurador va renunciar l'endemà.
Els simpatitzants de López Obrador consideraven que la teoria del complot era correcta, i que el desafur tenia motivacions polítiques per evitar que participés en les eleccions presidencials del 2006. Els opositors, però, volien que López Obrador fos impugnat i processat convertint-se en el primer polític a ser processat per un delicte (després d'una llarga història d'impunitat dels funcionaris públics).

## Eleccions presidencials de 2006
El setembre del 2005 López Obrador va ser designat com a candidat presidencial per a les eleccions federals de Mèxic de 2006 pel Partit de la Revolució Democràtica (PRD), en unes eleccions en què el "líder moral" i fundador del PRD es va negar a participar. Fins març del 2006 López Obrador ocupava la primera posició en les enquestes de votació. A partir d'abril (després del primer debat entre els candidats al qual no va assistir) i d'una campanya dels opositors que l'anomenaven "Perill per a Mèxic", la seva popularitat va començar a caure. Quan les enquestes el col·locaven en la segona posició, López Obrador es refusava a acceptar-les, dient que havien estat «comprades per Los Pinos» (és a dir, pel president Fox). López Obrador va ser criticar per incloure a ex membres del Partit Revolucionari Institucional (PRI) (contra els quals havia lluitat anteriorment) com ara Arturo Núñez (un dels autors del FOBAPROA) i Marcelo Ebrard (cap de justícia del Districte Federal). La majoria de les enquestes, tanmateix, no podien pronunciar un guanyador, atès que la diferència percentual entre el candidat del PAN i López Obrador era molt més petita que no pas l'error estadístic. Els candidats del PRI i el PAN, preveient confrontacions futures es van comprometre a acceptar els resultats de les eleccions i van demanar López Obrador fes el mateix.
Les eleccions presidencials del 2 de juliol, 2006 van ser les més competides i controvertibles de la història del país. El còmput estadístic preliminar (conegut com a PREP) va donar la victòria al candidat del Partit Acció Nacional, Felipe Calderón, per només el 0,6% més que López Obrador, resultat que aquest es va negar a acceptar. El 5 de juliol va iniciar el còmput físic i oficial de les actes el qual va donar la victòria a Calderón per només el 0,58%, és a dir poc més de 240.000 d'un total de més de 40 milions de vots.

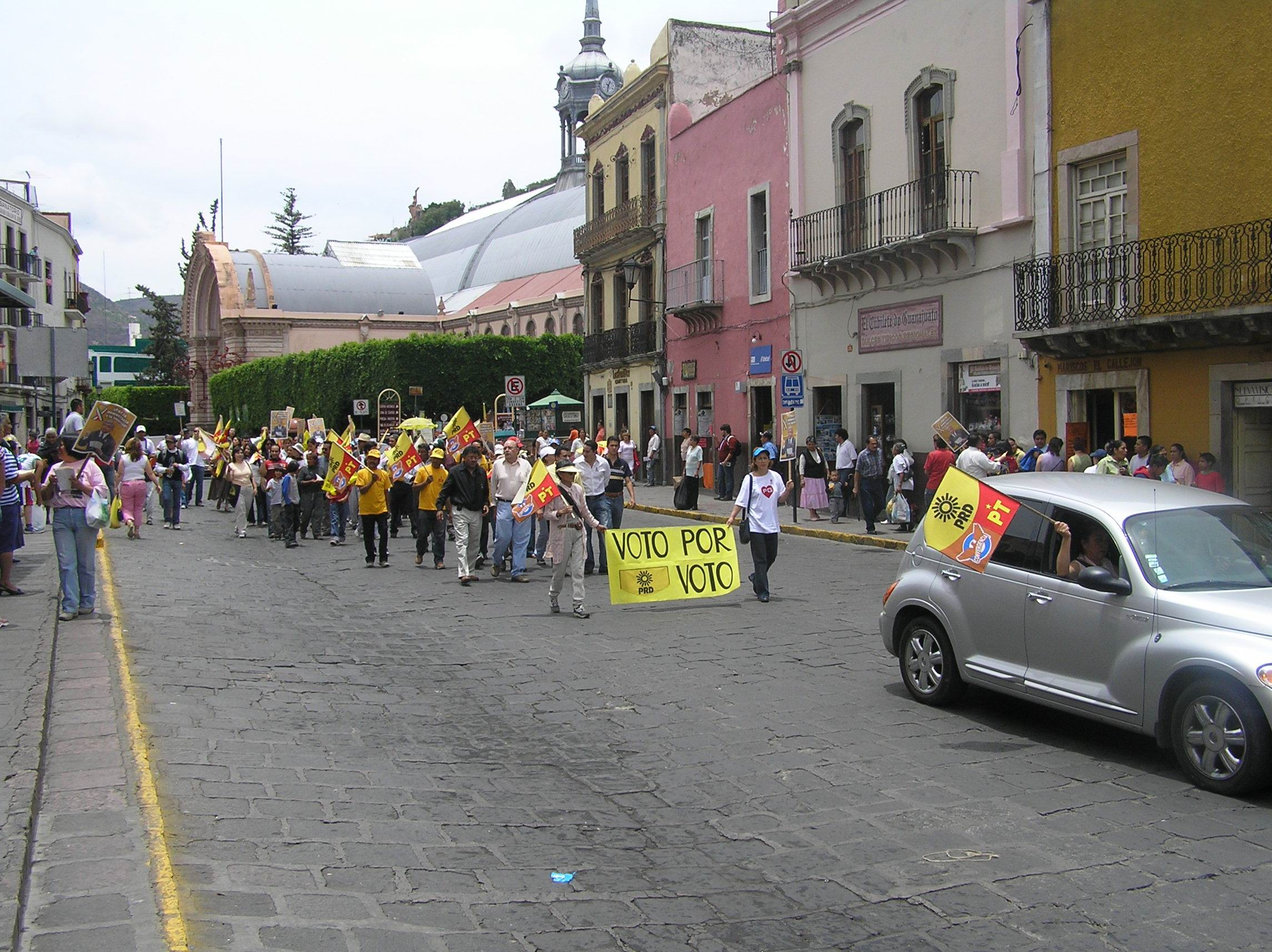
Simpatitzants de López Obrador a la ciutat de Guanajuato en 2006

López Obrador va impugnar les eleccions i va convocar els seus simpatitzants a manifestar-se perquè es "respectés" la seva victòria (que assegurava era major a 500.000 vots) i acusant l'IFE de frau electoral. Va demanar un nou recompte "vot per vot". Ell i els seus manifestants van acampar a la Plaça de la Constitució per quaranta dies, i van tancar les principals avingudes de la ciutat, l'entrada a la Borsa de Valors i de diverses institucions financeres així com les estacions de peatge de les principals autopistes d'entrada a la ciutat de Mèxic. El Tribunal Electoral el Poder Judicial de la Federació (TEPJF) el 5 d'agost va negar la petició del recompte total atès que López Obrador va impugnar legalment només 230 dels 300 districtes i perquè no hi havia prou evidència de frau i d'irregularitats.
El TEPJF, això no obstant, va ordenar el recompte de les actes amb irregularitats (11.839 o el 9% de totes les actes), però, en acabar el recompte, el resultat no va ser alterat (Calderón guanyaria pel 0,56%) i el 5 de setembre va declarar oficialment la victòria de Calderón en donar-li la "constància de majoria". López Obrador no va acceptar la resolució, i l'ha anomenada com a «imposició il·legítima» de la «dreta feixista» que ha «segrestat les institucions», i que el Tribunal va realitzar un "cop d'Estat" en ratificar la victòria de Calderón. Va "enviar al diable" les institucions del país i va anunciar la seva decisió de formar un govern altern «legítim». Curiosament, López Obrador no va acusar de frau electoral ni va impugnar els resultats històrics de les eleccions parlamentàries concurrents en què el seu partit va aconseguir el major nombre d'escons de la seva història, convertint-se en la primera minoria parlamentària en un Congrés en què cap partit va aconseguir majoria absoluta.
El 16 de setembre, 2006, va convocar una "Assemblea Democràtica Nacional" integrada per simpatitzants de diverses regions del país, principalment del Districte Federal i l'estat de Mèxic, la qual el va nomenar, per mitjà d'una votació a mà alçada, «president legítim de Mèxic». El 20 de novembre, va «prendre possessió» del càrrec en un acte a la Plaça de la Constitució. En el seu discurs va declarar que s'oposaria a totes les accions del president «espuri» (és a dir, Calderón) i que convocaria manifestacions si aquestes afectaven els interessos dels pobres. Calderón hauria de prendre el càrrec de president davant el Congrés de la Unió l'1 de desembre, però, els diputats del PRD han anunciat que no deixaran que Calderon entri a l'edifici per evitar la «imposició» i la «confirmació del cop d'Estat».
Totes aquestes accions han debilitat la imatge pública de López Obrador. El fundador del PRD va manifestar públicament que no estava d'acord amb les accions de López Obrador. A més, segons The Economist si es convoquessin noves eleccions Calderón guanyaria amb majoria, i segons el periòdic Reforma, el 56% dels mexicans no estan d'acord amb les accions de López Obrador i només el 19% està d'acord amb la seva "nominació" com a president legítim.

## Eleccions presidencials de 2012

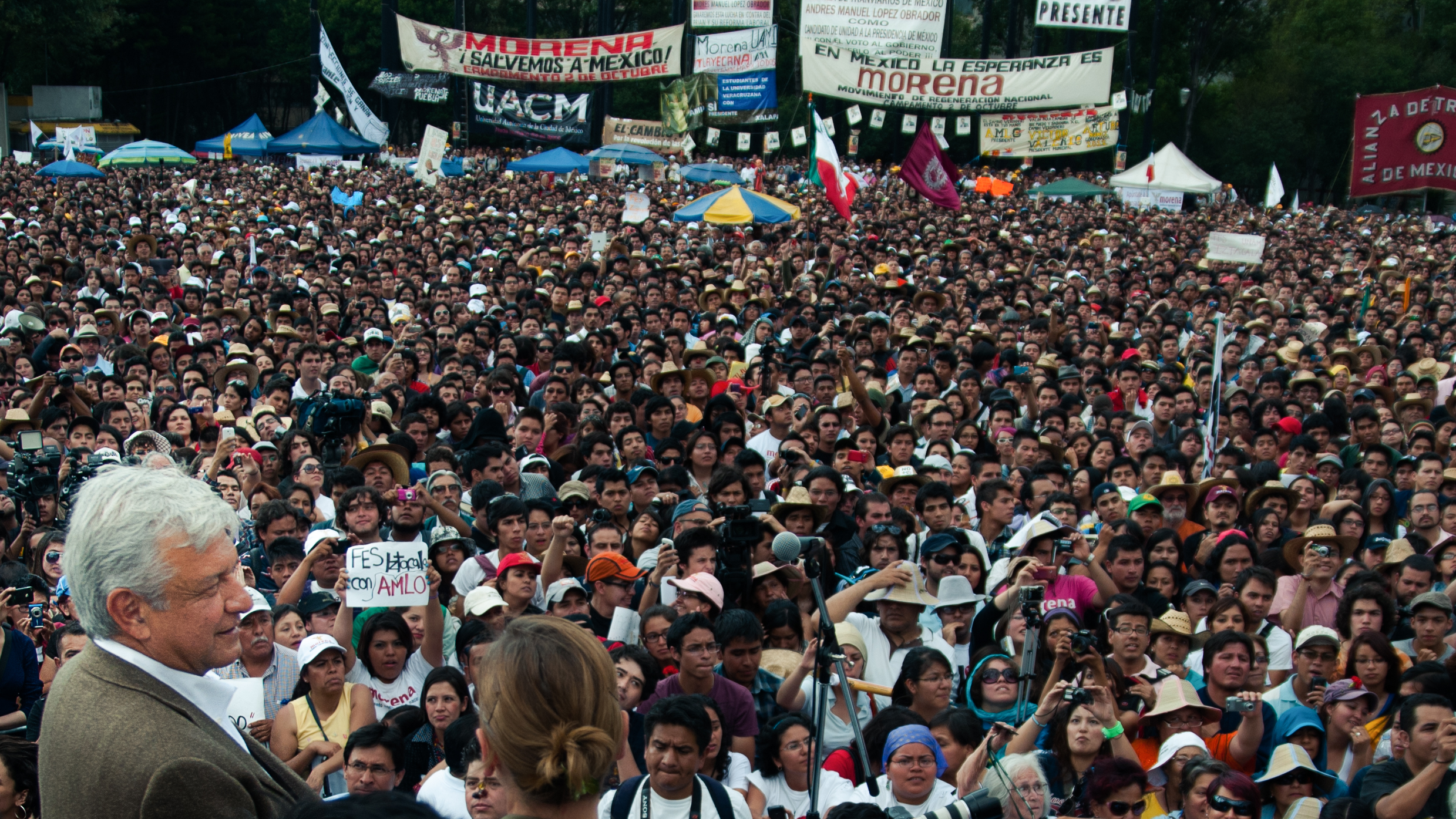
Simpatitzants de López Obrador a la Ciutat de Mèxic (2012)

López Obrador va impulsar el Movimiento Regeneración Nacional Morena com a part de la seva campanya presidencial en les Eleccions federals de Mèxic de 2012 quan va veure que difícilment tornaria a ser candidat de el Partit de la Revolució Democràtica En les eleccions va guanyar Enrique Peña Nieto del Partit Revolucionari Institucional (PRI) amb el 38,21% dels vots contra el 31,59% de López Obrador.
El 20 de novembre de 2015 fou nomenat president de Morena, fins que el 12 de desembre de 2017 Yeidckol Polevnsky va prendre les regnes com a presidenta en funcions del partit, quan López Obrador va decidir ser candidat presidencial a les eleccions presidencials del 2018.

## Presidència de Mèxic
En les Eleccions federals de Mèxic de 2018, encapçalant la coalició Juntos Haremos Historia com a candidat a la Presidència, López Obrador va guanyar obtenint el 53% dels vots, amb un programa més pragmàtic i conciliador, fent un vot de càstig per la inseguretat i corrupció, i beneficiant-se de la pugna entre el Partit Revolucionari Institucional i el Partit Acció Nacional.
Les polítiques governamentals de López Obrador, la Cuarta Transformación es dirigiren a combatre la corrupció, generació d'un estat del benestar i pacificació del país amb l'aprovació de vuit reformes a la constitució de Mèxic i 59 a diferents lleis, codis i reglaments. Sobresurten, per la seva transcendència, amplitud i polèmica generada, les reformes per confiscar els béns patrimonials d'il·legítima procedència o derivats de delictes, com la corrupció i la delinqüència organitzada, la presó preventiva d'ofici, la creació de la Guàrdia Nacional, la nova reforma educativa, paritat de gènere en càrrecs públics, l'acotament al fur del president de la república, el reconeixement constitucional als pobles afromexicans, i la que estableix el caràcter vinculant de les consultes populars i la revocació de mandat.
Amb el gir proteccionista imposat per Donald Trump, el nou president dels Estats Units des de 2017, especialment en els sectors de l'automoció i l'agropecuari. L'Àrea de Lliure Comerç d'Amèrica del Nord es va renegociar i el 30 de novembre de 2018 fou signat l'Acord Estats Units-Mèxic-Canadà per Donald Trump, el President de Mèxic Enrique Peña Nieto, i el primer ministre del Canadà, Justin Trudeau. El 10 de desembre de 2019 es va modificar el protocol i va entrar en vigor l'1 de juliol de 2020.
Durant el seu govern, la pandèmia de COVID-19, i fins al 5 de maig del 2023, quan l'OMS va decretar la fi de l'emergència sanitària internacional, s'havien detectat set milions i mig de casos i 333.913 defuncions a Mèxic.
Quan Andrés Manuel López Obrador va prendre possessió com a president el 2018, va declarar que la Guerra contra el narcotràfic a Mèxic havia acabat, tanmateix els índexs de criminalitat van seguir sent alts a Mèxic i el conflicte i la violència de les màfies de la droga no es va frenar durant el seu mandat. El 2019 va ser un dels anys més violents de la història de Mèxic, amb 34.690 homicidis intencionats denunciats, i el nombre va baixar lleugerament els anys següents.
L'octubre de 2019 Ovidio Guzmán López "El Ratón", fill de Joaquín Guzmán El Chapo, va ser capturat per una petita força governamental, però després d'un enfrontament a trets, fou alliberat, fins que el 5 de gener de 2023 fou capturat en una nova operació, en la que van morir 10 soldats i 19 membres del càrtel, juntament amb la detenció d'altres 21 presumptes membres, sense víctimes civils, segons informes oficials. Ernesto Alfredo Piñón de la Cruz "El Neto", líder de l'organització criminal violenta afiliada al Càrtel de Sinaloa coneguda com "Los Mexicles", va morir durant un batuda policial després de fugir violentament de la presó.
A les eleccions federals de Mèxic de 2021, de meitad de mandat, el Movimiento Regeneración Nacional Morena encapçalant la coalició Juntos Hacemos Historia amb el PT i el Partit Verd Ecologista de Mèxic (PVEM) va aconseguir mantenir la majoria absoluta a la Cambra de Diputats però va perdre la majoria suficient que li permetria reformar la constitució mexicana.
Com havia promés durant la campanya electoral, en abril de 2022 va celebrar un referèndum sobre la revocació de la seva presidència, guanyant amb més del 90% dels vots però amb una baixa taxa de participació al voltant del 18%, molt per sota del nivell del 40% necessari perquè fos vinculant.